# Автомагістраль A7 (Литва)
Автомагістраль A7 — шосе в Литві, з'єднує Маріямполе і російський кордон Калінінградська область) біля Кибартаю. Звідти дорога продовжується на Калінінград. Довжина дороги 42,21 км. Великі міста біля дороги Вілкавішкіс, Вірбаліс і Кібартай.
Обмеження швидкості на більшій частині дороги – 90 км/год. Це одна з двох найважливіших сухопутних доріг до Калінінградської області з боку Литви. Інша – E77 (автомагістраль A12 у Литві), яка перетинає кордон біля Пагегая.
Цей маршрут є частиною міжнародної мережі доріг E (частина європейського маршруту E28).

## Дивись також
- Транспорт Литви